# Parafia Wniebowzięcia Najświętszej Maryi Panny w Rzeszowie-Zalesiu
Parafia Wniebowzięcia Najświętszej Maryi Panny w Rzeszowie-Zalesiu − parafia znajdująca się w diecezji rzeszowskiej w dekanacie Rzeszów Katedra. Erygowana w 1946. Mieści się przy ulicy Zelwerowicza. 

## Historia
Zalesie było wzmiankowane już w 1402 roku. Pod koniec XV w. w Zalesiu powstała cerkiew prawosławna, która w 1691 roku stała się greckokatolicką parochią pw. Wniebowzięcia Najświętszej Maryi Panny. W 1889 roku zbudowano murowaną cerkiew, która w I połowie XX wieku należała do dekanatu Leżajsk).
W 1945 roku przesiedlono 55 rodzin unickich z ks. Aleksandrem Holinką do Biłki koło Lwowa, a pozostali grekokatolicy przyjęli obrządek łaciński. 
Rzymsko-katolicy należeli do Parafii Słocina. W 1946 roku dawną cerkiew zaadaptowano na kościół filialny, a 30 kwietnia 1946 roku ustanowiono wikariat eksponowany parafii Słocina. W 1975 roku Zalesie zostało włączone granice miasta Rzeszowa. 
Pierwszym proboszczem w Zalesiu został ks. Józef Sowiński, katecheta ze Lwowa, który przystosował cerkiew do obrządku łacińskiego i dokonał zintegrowania nowej parafii.
W kościele w Zalesiu znajduje się piękny obraz Matki Bożej w typie Hodegetrii, trzymającej na kolanach Dzieciątko. Jest to łaskami słynący obraz Matki Bożej Zaleskiej pochodzący prawdopodobnie z XVII lub XVIII wieku.
Proboszczami parafii byli: ks. Józef Sowiński, ks. Mieczysław Zając, ks. Władysław Janowski (1977–1987), ks. Władysław Jagustyn (1987–1993), ks. Stanisław Płaza (1993–2015).